# Chelsea Edge
Chelsea Edge (* 1990 in Bolton) ist eine britische Schauspielerin.

## Karriere
Edge spielte 2015 im Science-Fiction Thriller Portal die Sara. Weitere Hauptrollen erhielt sie 2020 in dem Kinderfilm Emily und der vergessene Zauber als Hexe sowie ein Jahr später als Charlotte im Horrorfilm The Seed. Darüber hinaus war sie in einzelnen Episoden verschiedener Fernsehserien zu sehen. So verkörperte sie die Valerie in I hate Suzie in drei Folgen und in der ersten Staffel von Suspicion war sie die Heather. In Queens of Mystery stand sie zwei Mal als Nikki Holler vor der Kamera und in The Missing ebenfalls zwei Mal als die echte Alice Webster. In der zwölften Staffel der britisch-französischen Serie Death in Paradise spielt sie die Zufallsbekannte von Detective Inspector Neville Parker, in die sich der Polizeibeamte verliebt, die aber in der zweiten Folge am Ende ihres Urlaubs wieder von der fiktiven Karibikinsel abreist. Sie kehrt jedoch in der fünften Episode zurück und ist anschließend bis zum Ende der Staffel zu sehen.

## Filmografie (Auswahl)
- 2013: The lost Generation (Film)
- 2015: Portal (Film)
- 2016: The Missing (Fernsehserie, 2 Folgen)
- 2017: Wolf Alice: Don’t delete the kisses (Musikvideo)
- 2019: Queens of Mystery (Fernsehserie, 2 Folgen)
- 2020: Emily und der vergessene Zauber (Kinderfilm)
- 2020: I hate Suzie (Fernsehserie, 3 Folgen)
- 2021: The Seed (Film)
- 2022: Suspicion (Fernsehserie, 4 Folgen)
- 2022–2023: Death in Paradise (Fernsehserie, 12. Staffel, 7 Folgen)